# Співобертальна зона взаємодії
Співобертальна зона взаємодії (англ. corotating interaction region, CIR) — періодична плазмова структура в геліосфері, що утворюється, коли швидкі потоки сонячного вітру взаємодіють з повільнішим сонячним вітром попереду них. Ця взаємодія створює зону стиснення, яка обертається разом з обертанням Сонця; відповідно, її називають «співобертальною».
Співобертальні зони взаємодії розвиваються, коли високошвидкісний сонячний вітер, що зазвичай виходить з корональних дір, наздоганяє повільніші потоки сонячного вітру. В результаті стиснення виникають чіткі межі: хвиля стиснення на передньому краю та обернена хвиля стиснення на задньому краю. На більших відстанях від Сонця ці хвилі стиснення можуть перетворюватись на ударні хвилі.
Тривимірна структура співобертальної зони взаємодії залежить від конфігурації магнітного поля Сонця. Оскільки магнітний екватор Сонця часто нахилений і викривлений відносно його обертального екватора, співобертальні зони взаємодії зазвичай показують значні нахили на північ або на південь, які відрізняються між півкулями. Передні хвилі стиснення зазвичай рухаються до площини сонячного екватора зі збільшенням відстані від Сонця, натомість як зворотні хвилі поширюються до вищих широт.
Співобертальні зони взаємодії відіграють кілька важливих ролей у космічній погоді та геліофізиці: досягаючи Землі, вони можуть викликати геомагнітні бурі, впливають на розподіл енергетичних частинок у геліосфері, сприяють модуляції космічних променів, особливо в періоди низької сонячної активності, та викликають стиснення міжпланетного магнітного поля.